# Willy Ferrero
William Ferrero noto come Willy (Portland, 21 maggio 1906 – Roma, 23 marzo 1954) è stato un direttore d'orchestra italiano.

## Biografia

### L'infanzia e i primi successi
Figlio di due giocolieri circensi, Vittorio Ferrero e Nerina Moretti, Willy nacque nel 1906 nel Maine e già da piccolo dimostrò la sua capacità nel dirigere un'orchestra. Ebbe modo di farsi conoscere al Trocadéro a quattro anni e il 4 novembre 1912 al Teatro Costanzi di Roma.
La sua fama sbarcò all'estero, in particolare alla corte dello zar Nicola II e del re Giorgio V a Londra, ricevendo molte ricompense e onorificenze. Fu chiamato anche da diversi papi, come Pio X nel 1913 e Benedetto XV nel 1917.
La sua precocità musicale fu rafforzata dai ferrei studi all'Università per la musica e le arti interpretative di Vienna, laureandosi nel 1924.

### Carriera adulta e declino
Dopo la laurea, Ferrero riprende la sua carriera di direttore d'orchestra in Italia, esibendosi soprattutto al Teatro alla Scala di Milano, ma non replicò il successo di cui aveva beneficiato durante l'infanzia: molti ritennero che la causa del suo declino consistesse nei faticosi studi all'università di Vienna. Riconfermò il successo quando si esibì all'Augusteo di Roma l'8 febbraio 1925 e in seguito in tutta la penisola e oltralpe, toccando le città di Berlino, Parigi, Londra e Mosca.
Il suo repertorio comprendeva opere di epoche e stili diversi, Beethoven, Dvořák, Brahms, Čajkovskij, Debussy, Ravel e altri compositori. Compose una sinfonia, Il mistero dell'Aurora, una doppia fuga per grande orchestra e musica da camera.
Il suo successo era ancora notevole nell'Europa orientale, mentre andava scemando altrove, continuando a provare nostalgia per lo stile di direzione dell'infanzia.

### Ultimi anni
Negli ultimi anni prese parte a diverse attività pubbliche, diventando anche membro del Consiglio Mondiale della Pace.
Morì nel 1954 a causa di una malattia cardiaca. Il suo corpo fu sepolto nel cimitero di Ostia Antica.

## Registrazioni
- - italian recordings (1930-53)
  - live in Leningrad (1951-52)
  - live in Moscow (1951-52)

## Filmografia
- Harlem, regia di Carmine Gallone (1943)
- La terra trema, regia di Luchino Visconti (1948)
- Ladri di biciclette, regia di Vittorio De Sica, (1948)
- Il cielo è rosso, regia di Claudio Gora (1950)
- La strada buia, regia di Sidney Salkow (1950)
- Otello, regia di Orson Welles (1952)

## Curiosità
- Ferrero, da piccolo, non sapendo ancora leggere la musica, diresse l'orchestra a memoria.[2]
- Anna Maria Ferrero ha deciso di omaggiare il direttore prendendo il suo cognome.[4]